# 대력
대력(大曆, 766년 11월 ~ 779년)은 당나라(唐) 대종(代宗) 이예(李豫)의 세 번째 연호이자 마지막 연호이다. 13년 2개월 동안 사용하였다. 대종이 붕어하고 덕종(德宗)이 즉위한 후에 연호를 건중(建中)으로 개원할 때까지 사용하였다.

## 개원
- 영태(永泰) 2년 11월 12일[1](766년 12월 18일)에 연호를 대력(大曆)으로 개원함.[2][3][4][5]

- 대력(大曆) 15년 1월 1일[6](780년 2월 11일)에 연호를 건중(建中)으로 개원함.[7][8][9][5]

## 연대 대조표
| 대력       | 원년       | 2년        | 3년        | 4년        | 5년        | 6년        | 7년        | 8년        | 9년        | 10년       |
| 서기(西紀) | 766년      | 767년      | 768년      | 769년      | 770년      | 771년      | 772년      | 773년      | 774년      | 775년      |
| 간지(干支) | 병오(丙午) | 정미(丁未) | 무신(戊申) | 기유(己酉) | 경술(庚戌) | 신해(辛亥) | 임자(壬子) | 계축(癸丑) | 갑인(甲寅) | 을묘(乙卯) |
| 대력       | 11년       | 12년       | 13년       | 14년       |            |            |            |            |            |            |
| 서기(西紀) | 776년      | 777년      | 778년      | 779년      |            |            |            |            |            |            |
| 간지(干支) | 병진(丙辰) | 정사(丁巳) | 무오(戊午) | 기미(己未) |            |            |            |            |            |            |

## 동시대 연호

### 한국
발해(渤海)
- 대흥(大興) (737년 ~ 793년)

### 중국
남조(南詔)
- 찬보종(贊普鍾) (752년 ~ 768년)
- 장수(長壽) (769년 ~ 779년)

### 일본
- 덴표진고(天平神護) (765년 ~ 767년)
- 진고케이운(神護景雲) (767년 ~ 770년)
- 호키(寶龜) (770년 ~ 781년)

## 같이 보기
- 중국의 연호 목록